# Browar Mazowiecki
Browar Mazowiecki – browar w Okuniewie działający w latach 1991–2006.

## Charakterystyka
Niewielki browar regionalny założony w 1991 roku. Zakład oprócz piwa produkował nalewki i tanie wina owocowe. Zaopatrywał w swoje produkty kilka sklepów i hurtowni na terenie Warszawy.
Browar Mazowiecki został zamknięty w 2006 roku.

## Produkty

### Marki piwa
- Biesiadne
- Bursztynowe
- Królewicz
- Prost
- Starowiejskie
- Wojtek Mocny

### Nalewki
- Bartek
- Mocne Wiśnia
- Nalewka Czekoladowa
- Porzeczka
- Wiśniówka

### Wina owocowe
- Cytrynka
- Mazowiecka Wisienka
- Węgrzyn
- Żubr